# Martin Nicolas Radziwiłł
Martin Nicolas Radziwiłł (11 novembre 1705–11 janvier 1782) (en lituanien: Martynas Mikalojus Radvila, en polonais: Marcin Mikołaj Radziwiłł), fils de Jean Nicolas Radziwiłł et de Dorota Henryka Przebendowska, maître d'hôtel de Lituanie, lieutenant général des armées de Lituanie.

## Mariages et descendance
Aleksandra Belchacka
- Józef Mikołaj (pl)

Marta Trembicka
- Antoni Mikołaj (pl)
- Michał Hieronim
- Dominique
- Jacob

## Crédits
- (pl) Cet article est partiellement ou en totalité issu de l’article de Wikipédia en polonais intitulé « Marcin Mikołaj Radziwiłł » (voir la liste des auteurs).